# Program Szczepień Ochronnych w Polsce

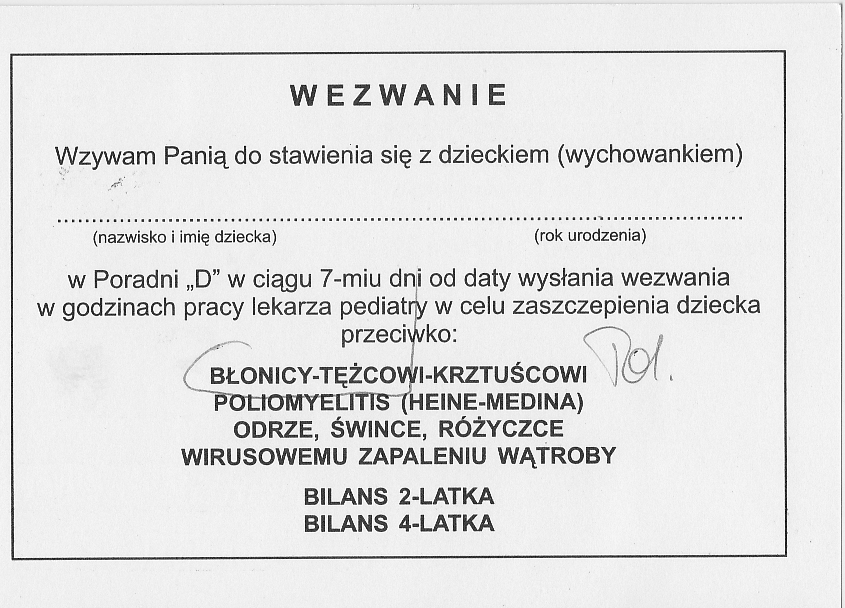
Przykładowe wezwanie do szczepienia przeciwko błonicy i tężcowi.

Program Szczepień Ochronnych (PSO), potocznie kalendarz szczepień – dokument zgodnie z którym realizowane są szczepienia w Polsce. Do 2023 r. PSO był aktualizowany każdego roku przez Główny Inspektorat Sanitarny i publikowany w formie Komunikatu Głównego Inspektora Sanitarnego w sprawie Programu Szczepień Ochronnych na dany rok w Dzienniku Urzędowym Ministra Zdrowia. Od 2023 r. PSO jest zawarty w rozporządzeniu.
PSO zawiera wykaz obowiązkowych i zalecanych szczepień oraz zasady ich przeprowadzania. Składa się z czterech części:
- szczepienia obowiązkowe
  - szczepienia obowiązkowe dzieci i młodzieży według wieku – kalendarz szczepień obowiązkowych
  - szczepienia obowiązkowe osób narażonych w sposób szczególny na zakażenie w związku z przesłankami klinicznymi lub epidemiologicznymi
  - szczepienia poekspozycyjne
- szczepienia zalecane
- informacje uzupełniające – zasady szczepień przeciw wybranym chorobom zakaźnym
- ogólne zasady przeprowadzania i organizacji szczepień

Program Szczepień Ochronnych (PSO) jest oparty na danych dotyczących aktualnej sytuacji epidemiologicznej chorób zakaźnych w kraju oraz możliwości finansowych państwa.
PSO jest opracowywany na podstawie zaleceń szerokiego grona uznanych ekspertów, lekarzy pediatrów, zakaźników, specjalistów zdrowia publicznego i epidemiologów sformalizowanych jako Rada Sanitarno-Epidemiologiczna organu doradczego GIS oraz Pediatrycznego Zespołu Ekspertów ds. Programu Szczepień Ochronnych przy Ministrze Zdrowia, rekomendacji Światowej Organizacji Zdrowia (WHO) i Europejskiego Centrum ds. Zapobiegania i Kontroli Chorób (ECDC). Na kształt PSO wpływają także opinie konsultantów krajowych z różnych dziedzin medycyny. Eksperci swoje rekomendacje opierają na potwierdzonych danych z badań klinicznych i obserwacyjnych, sytuacji epidemiologicznej w kraju oraz krajach sąsiednich oraz zaleceniach dotyczących szczepień w innych krajach.
Program Szczepień Ochronnych w Polsce powstawał w latach 1955–1963.

## Uproszczony schemat kalendarza szczepień
| Wiek    | Wiek        | BCG | WZW B | DTP | H. influenzae | S. pneumoniae | Poliomyelitis | MMR |
| ------- | ----------- | --- | ----- | --- | ------------- | ------------- | ------------- | --- |
| 1. rok  | 1. doba     | T   | T     |     |               |               |               |     |
| 1. rok  | 2. miesiąc  |     | T     | T   | T             | T             |               |     |
| 1. rok  | 4. miesiąc  |     |       | T   | T             | T             | T             |     |
| 1. rok  | 6. miesiąc  |     |       | T   | T             |               | T             |     |
| 1. rok  | 7. miesiąc  |     | T     |     |               |               |               |     |
| 2. rok  | 14. miesiąc |     |       |     |               | T             |               | T   |
| 2. rok  | 18. miesiąc |     |       | T   | T             |               | T             |     |
| 6. rok  | 6. rok      |     |       | T   |               |               | T             |     |
| 10. rok | 10. rok     |     |       |     |               |               |               | T   |
| 14. rok | 14. rok     |     |       | T   |               |               |               |     |
| 19. rok | 19. rok     |     |       | T   |               |               |               |     |

## Szczepienia obowiązkowe dzieci i młodzieży według wieku
| Wiek                   | Wiek                                                                | Szczepienie przeciw |
| ---------------------- | ------------------------------------------------------------------- | --- |
| 1. rok życia           | w ciągu 24 godzin po urodzeniu                                      | WZW typu B – domięśniowo lub podskórnie (pierwsza dawka) gruźlicy – śródskórnie szczepionką BCG |
| 1. rok życia           | 2. miesiąc życia (7.–8. tydzień)                                    | WZW typu B – domięśniowo (druga dawka) błonicy, tężcowi, krztuścowi – podskórnie lub domięśniowo szczepionką DTP (pierwsza dawka) zakażeniom Haemophilus influenzae typu b – podskórnie lub domięśniowo (pierwsza dawka) inwazyjnym zakażeniom Streptococcus pneumoniae domięśniowo lub podskórnie (pierwsza dawka) |
| 1. rok życia           | 3.–4. miesiąc życia (po 6–8 tygodniach od poprzedniego szczepienia) | rotawirusy – doustnie (druga dawka) błonicy, tężcowi, krztuścowi – podskórnie lub domięśniowo szczepionką DTP (druga dawka) poliomyelitis – podskórnie lub domięśniowo szczepionką inaktywowaną IPV poliwalentną (pierwsza dawka) zakażeniom Haemophilus influenzae typu b – podskórnie lub domięśniowo (druga dawka) inwazyjnym zakażeniom Streptococcus pneumoniae domięśniowo lub, w przypadkach indywidualnych, podskórnie (druga dawka) |
| 1. rok życia           | 5.–6. miesiąc życia (po 6–8 tygodniach od poprzedniego szczepienia) | rotawirusy – doustnie (trzecia dawka) błonicy, tężcowi, krztuścowi – podskórnie lub domięśniowo szczepionką DTP (trzecia dawka) poliomyelitis – podskórnie lub domięśniowo szczepionką inaktywowaną IPV poliwalentną (druga dawka) zakażeniom Haemophilus influenzae typu b – podskórnie lub domięśniowo (trzecia dawka) |
| 1. rok życia           | 7. miesiąc życia                                                    | WZW typu B – domięśniowo (trzecia dawka) |
| 2. rok życia           | 13.–14. miesiąc życia                                               | odrze, śwince, różyczce – domięśniowo lub podskórnie atenuowaną szczepionką skojarzoną (typu MMR) (szczepienie podstawowe) inwazyjnym zakażeniom Streptococcus pneumoniae domięśniowo lub podskórnie (trzecia dawka) |
| 2. rok życia           | 16.–18. miesiąc życia                                               | błonicy, tężcowi, krztuścowi – podskórnie lub domięśniowo szczepionką DTP (czwarta dawka) poliomyelitis – podskórnie lub domięśniowo szczepionką IPV poliwalentną (trzecia dawka) zakażeniom Haemophilus influenzae typu b – podskórnie lub domięśniowo (czwarta dawka) |
| Okres przedszkolny     | 6. rok życia                                                        | błonicy, tężcowi, krztuścowi – domięśniowo lub podskórnie szczepionką DTaP zawierającą bezkomórkowy komponent krztuśca (pierwsza dawka szczepienia przypominającego) poliomyelitis – domięśniowo lub podskórnie szczepionką inaktywowaną IPV poliwalentną zawierającą antygeny 1, 2, 3 typu wirusa (dawka przypominająca) odrze, śwince, różyczce – domięśniowo lub podskórnie atenuowaną szczepionką skojarzoną (dawka przypominająca)      |
| Szkoła podstawowa      | 10. rok życia                                                       | odrze, śwince, różyczce – domięśniowo lub podskórnie atenuowaną szczepionką skojarzoną (dawka przypominająca) |
| Szkoła podstawowa      | 14. rok życia                                                       | błonicy, tężcowi, krztuścowi – podskórnie lub domięśniowo szczepionką dTap ze zmniejszoną zawartością komponentu krztuścowego zawierającą bezkomórkowy komponent krztuśca (druga dawka szczepienia przypominającego) |
| Szkoła ponadpodstawowa | 19. rok życia lub ostatni rok nauki w szkole                        | błonicy, tężcowi – podskórnie lub domięśniowo szczepionką Td (trzecia dawka szczepienia przypominającego) |

## Konsekwencje niespełniania obowiązku poddania się szczepieniom ochronnym
Niespełnienie obowiązku poddania się szczepieniom ochronnym podlega egzekucji administracyjnej. W razie dalszego uchylania się od tego obowiązku, sąd ma prawo wymierzyć grzywnę albo karę nagany.